# Discographie de Neil Young
Cet article présente une discographie de Neil Young, à la fois comme artiste solo ou membre de groupes.

## Généralités
Neil Young a commencé sa carrière musicale canadienne dès 1963, comme membre de The Squires (un 45 T) puis de The Mynah Birds (un 45 T). La carrière américaine débute avec Buffalo Springfield et se poursuit avec Crosby, Stills, Nash and Young. Il entame une carrière solo en 1968.
La discographie suivante recense, pour sa carrière solo, tous ses enregistrements audio (albums, singles, compilations, concerts, etc.) et ses projets qui n'ont pas abouti. Les albums provenant de ses collaborations avec d'autres musiciens sont également listés, ainsi que sa filmographie (captations de concert, clips, DVD).

## Discographie

### Neil Young

#### Albums studio
| Année | Album | Charts | Charts | Charts            | Note AllMusic                                          | certifications                                      |
| Année | Album | [ 1 ]  | [ 2 ]  | Drapeau du Canada | Note AllMusic                                          | certifications                                      |
| ----- | --- | ------ | ------ | ----------------- | ------------------------------------------------------ | --------------------------------------------------- |
| 1968  | Neil Young - Sortie : 12 novembre 1968 - Label : Reprise Records                                                                           | —      | —      | —                 | 3,5/5 étoiles                                          | —                                                   |
| 1969  | Everybody Knows This Is Nowhere - Avec Crazy Horse - Sortie : 14 mai 1969 - Label : Reprise                                                | 34     | -      | 32                | 5/5 étoiles                                            | : Platine                                           |
| 1970  | After the Gold Rush - Sortie : 31 août 1970 - Label : Reprise                                                                              | 8      | 7      | 5                 | 5/5 étoiles                                            | : 2 x Platine · : Platine                           |
| 1972  | Harvest - Sortie : 14 février 1972 - Label : Reprise                                                                                       | 1      | 1      | 1                 | 4,5/5 étoiles                                          | : 4x Platine · : 3 x Or · : Diamant · : 2 x Platine |
| 1974  | On the Beach - Sortie : 19 juillet 1974 - Label : Reprise                                                                                  | 16     | 42     | 13                | 5/5 étoiles                                            | : Or · : Argent                                     |
| 1975  | Tonight's the Night - Sortie : 20 juin 1975 - Label : Reprise                                                                              | 25     | 48     | 61                | 5/5 étoiles                                            | : Or                                                |
| 1975  | Zuma - Avec Crazy Horse - Sortie : 10 novembre 1975 - Label : Reprise                                                                      | 25     | 44     | 69                | 4,5/5 étoiles                                          | : Or · : Argent                                     |
| 1977  | American Stars 'n Bars - Sortie : 27 mai 1977 - Label : Reprise                                                                            | 21     | 17     | 16                | 3/5 étoiles                                            | : Or · : Argent                                     |
| 1978  | Comes a Time - Sortie : 21 octobre 1978 - Label : Reprise                                                                                  | 7      | 42     | 4                 | 4,5/5 étoiles                                          | : Or · : 2 x Or · : Or                              |
| 1979  | Rust Never Sleeps - Avec Crazy Horse - Sortie : 22 juin 1979 - Label : Reprise                                                             | 8      | 13     | 28                | 5/5 étoiles                                            | : Platine · : Argent                                |
| 1980  | Hawks & Doves - Sortie : 29 octobre 1980 - Label : Reprise                                                                                 | 30     | 34     | 50                | 3/5 étoiles                                            | —                                                   |
| 1981  | Re-ac-tor - Avec Crazy Horse - Sortie : 28 octobre 1981 - Label : Reprise                                                                  | 27     | 69     | 10                | 2/5 étoiles                                            | —                                                   |
| 1982  | Trans - Sortie : 29 décembre 1982 - Label : Geffen Records                                                                                 | 19     | 29     | 10                | 2/5 étoiles                                            | —                                                   |
| 1983  | Everybody's Rockin' - Avec The Shocking Pinks - Sortie : 27 juillet 1983 - Label : Geffen                                                  | 46     | 50     | 22                | 2/5 étoiles                                            | —                                                   |
| 1985  | Old Ways - Sortie : 12 août 1985 - Label : Geffen                                                                                          | 75     | 39     | 31                | 3/5 étoiles                                            | —                                                   |
| 1986  | Landing on Water - Réalisation : 21 juillet 1986 - Label : Geffen                                                                          | 58     | 52     | 40                | 2/5 étoiles                                            | —                                                   |
| 1987  | Life - Avec Crazy Horse - Réalisation : 30 juin 1987 - Label : Geffen                                                                      | 75     | 71     | 42                | 3/5 étoiles                                            | —                                                   |
| 1988  | This Note's for You - Avec The Bluenotes - Réalisation : 12 avril 1988 - Label : Reprise Records                                           | 61     | 56     | 26                | 3/5 étoiles                                            | —                                                   |
| 1989  | Eldorado - EP 5 titres distribué au Japon et en Australie. - Avec The Restless - Réalisation : 21 avril 1989 - Label : Warner Bros Records | —      | —      | —                 | 3/5 étoiles                                            | —                                                   |
| 1989  | Freedom - Réalisation : 2 octobre 1989 - Label : Reprise Records                                                                           | 35     | 17     | 16                | 4,5/5 étoiles                                          | : Or · : Argent                                     |
| 1990  | Ragged Glory - Avec Crazy Horse - Réalisation : 9 septembre 1990 - Label : Reprise Records                                                 | 31     | 15     | 20                | 4,5/5 étoiles                                          | : Argent                                            |
| 1992  | Harvest Moon - Réalisation : 2 novembre 1992 - Label : Reprise Records                                                                     | 16     | 9      | 4                 | 3,5/5 étoiles                                          | : 2 x Platine · : Or · : Or                         |
| 1994  | Sleeps with Angels - Avec Crazy Horse - Réalisation : 6 août 1994 - Label : Reprise Records                                                | 9      | 2      | 7                 | 3,5/5 étoiles                                          | : Or                                                |
| 1995  | Mirror Ball - Avec Pearl Jam - Réalisation : 7 août 1995 - Label : Reprise Records                                                         | 5      | 4      | 6                 | 3/5 étoiles                                            | : Or · : Argent                                     |
| 1996  | Broken Arrow - Avec Crazy Horse - Réalisation : 2 juillet 1996 - Label : Reprise Records                                                   | 31     | 17     | 26                | 2,5/5 étoiles                                          | —                                                   |
| 2000  | Silver & Gold - Réalisation : 25 avril 2000 - Label : Reprise Records                                                                      | 22     | 10     | 5                 | 3/5 étoiles                                            | —                                                   |
| 2002  | Are You Passionate? - Avec Booker T. & the M.G.'s & Crazy Horse - Réalisation : 9 avril 2002 - Label : Reprise Records                     | 10     | 24     | 17                | 2/5 étoiles                                            | —                                                   |
| 2003  | Greendale - Avec Crazy Horse - Réalisation : 19 août 2003 - Label : Reprise Records                                                        | 22     | 24     | 18                | 3,5/5 étoiles                                          | —                                                   |
| 2005  | Prairie Wind - Réalisation : 25 septembre 2005 - Label : Reprise Records                                                                   | 11     | 22     | 3                 | 3,5/5 étoiles                                          | : Or · : Argent                                     |
| 2006  | Living with War - Réalisation : 2 mai 2006 - Label : Reprise Records                                                                       | 15     | 14     | 7                 | 3,5/5 étoiles                                          | —                                                   |
| 2006  | Living with War: In the Beginning - Réalisation : 19 décembre 2006 - Label : Reprise Records - Format : CD/DVD                             | —      | —      | —                 | —                                                      | —                                                   |
| 2007  | Chrome Dreams II - Réalisation : 16 octobre 2007 - Label : Reprise Records                                                                 | 11     | 14     | 8                 | 4/5 étoiles                                            | —                                                   |
| 2009  | Fork in the Road - Réalisation : 7 avril 2009 - Label : Reprise Records                                                                    | 19     | 22     | 15                | 3,5/5 étoiles                                          | —                                                   |
| 2010  | Le Noise - Réalisation : 28 septembre 2010 - Label : Reprise Records                                                                       | 14     | 18     | 2                 | 3/5 étoiles                                            | : Or                                                |
| 2012  | Americana - Avec Crazy Horse - Réalisation : 4 juin 2012 - Label : Reprise Records                                                         | —      | —      | —                 | 2/5 étoiles                                            | —                                                   |
| 2012  | Psychedelic Pill - Avec Crazy Horse - Réalisation : 30 octobre 2012 - Label : Reprise Records                                              | —      | —      | —                 | 3,5/5 étoiles                                          | —                                                   |
| 2014  | A Letter Home - Réalisation : 27 mai 2014 - Label : Thirdman Records                                                                       | —      | —      | —                 | 3,5/5 étoiles                                          | —                                                   |
| 2014  | Storytone - Réalisation : 3 novembre 2014 - Label : Thirdman Records                                                                       | —      | —      | —                 | 3/5 étoiles                                            | —                                                   |
| 2015  | The Monsanto Years - Avec Promise of the Real - Sortie : 29 juin 2015 - Label : Reprise Records                                            | —      | —      | —                 | 3,5/5 étoiles                                          | —                                                   |
| 2016  | Peace Trail - Sortie : 9 décembre 2016 - Label : Reprise Records                                                                           | —      | —      | —                 | 3,5/5 étoiles                                          | —                                                   |
| 2017  | Hitchhiker - Sortie : 8 septembre 2017 - Label : Reprise Records                                                                           | 167    | 65     | 43                | 0/5 étoileErreur d’expression : opérateur < inattendu. | —                                                   |
| 2017  | The Visitor - Sortie : 1er décembre 2017 - Label : Reprise Records                                                                         | 167    | 65     | 43                | 2,5/5 étoiles                                          | —                                                   |
| 2018  | Roxy Tonight's the Night Live - Sortie : 21 avril 2018 - Label : Reprise Records                                                           | 167    | 65     | 43                | 0/5 étoileErreur d’expression : opérateur < inattendu. | —                                                   |
| 2019  | Colorado - Avec Crazy Horse - Réalisation : 25 octobre 2019 - Label : Reprise Records                                                      |        |        |                   | 3,5/5 étoiles                                          |                                                     |
| 2020  | Homegrown -Originellement enregistré en 1975- - Réalisation : 19 juin 2020 - Label : Reprise Records                                       |        |        |                   | 4,5/5 étoiles                                          |                                                     |
| 2020  | The Times (E.P.) - Réalisation : 18 septembre 2020 - Label : Reprise Records                                                               |        |        |                   | 3/5 étoiles                                            |                                                     |
| 2021  | Barn - Avec Crazy Horse - Réalisation : 10 décembre 2021 - Label : Reprise Records                                                         |        |        |                   | 0/5 étoileErreur d’expression : opérateur < inattendu. |                                                     |
| 2022  | Toast -Originellement enregistré en 2001- - Avec Crazy Horse - Réalisation : 8 juillet 2022 - Label : Reprise Records                      |        |        |                   | 0/5 étoileErreur d’expression : opérateur < inattendu. |                                                     |
| 2022  | World Record - Avec Crazy Horse - Réalisation : 18 novembre 2022 - Label : Reprise Records                                                 |        |        |                   | 0/5 étoileErreur d’expression : opérateur < inattendu. |                                                     |
| 2023  | Chrome Dreams -Originellement enregistré en 1977- - Réalisation : 11 août 2023 - Label : Reprise Records                                   |        |        |                   | 0/5 étoileErreur d’expression : opérateur < inattendu. |                                                     |
| 2025  | Oceanside Countryside -Originellement enregistré en 1977- - Réalisation : 25 avril 2025 - Label : Reprise Records                          |        |        |                   | 0/5 étoileErreur d’expression : opérateur < inattendu. |                                                     |
| 2025  | Talkin to the Trees - Avec The Chrome Hearts - Réalisation : 13 juin 2025 - Label : Reprise Records                                        |        |        |                   | 0/5 étoileErreur d’expression : opérateur < inattendu. |                                                     |

#### Albums en public
Neil Young a inclus des pistes enregistrées en concert dans plusieurs albums, et certains consistent intégralement en chansons enregistrées en public, tout particulièrement Time Fades Away et Rust Never Sleeps. Les albums recensés ci-dessous sont des albums de concerts qui ne consistent pas en de nouvelles chansons. Par ailleurs, les albums live de la série Archives sont listés dans un paragraphe distinct.
| Année | Album | Charts | Charts | Charts            | Note AllMusic                                          | certifications   |
| Année | Album | [ 1 ]  | [ 2 ]  | Drapeau du Canada | Note AllMusic                                          | certifications   |
| ----- | --- | ------ | ------ | ----------------- | ------------------------------------------------------ | ---------------- |
| 1979  | Live Rust - Avec Crazy Horse - Réalisation : 14 novembre 1979 - Label : Reprise Records                                                                                                 | 15     | 55     | 27                | 4,5/5 étoiles                                          | : Platine · : Or |
| 1991  | Weld - Avec Crazy Horse - Réalisation : 23 octobre 1991 - Label : Reprise | 154    | 20     | 58                | 4,5/5 étoiles                                          | : Argent         |
| 1991  | Arc - Avec Crazy Horse - Réalisation : 23 octobre 1991 - Label : Reprise | —      | —      | —                 | 2/5 étoiles                                            | —                |
| 1993  | Unplugged - Réalisation : 8 juin 1993 - Label : Reprise | 23     | 4      | 10                | 3/5 étoiles                                            | : Or · : Or      |
| 1997  | Year of the Horse - Avec Crazy Horse - Réalisation : 17 juin 1997 - Label : Reprise | 57     | 36     | 75                | 2,5/5 étoiles                                          | —                |
| 2000  | Road Rock Vol. 1: Friends and Relatives - Réalisation : 5 décembre 2000 - Label : Reprise                                                                                               | 169    | 103    | —                 | 2,5/5 étoiles                                          | —                |
| 2011  | Live In Chicago - Réalisation : 17 novembre 1992 - Label : | 169    | 103    | —                 | -                                                      | —                |
| 2016  | Earth - Réalisation : 24 juin 2016 - Label : Reprise | 138    | 14     | —                 | 0/5 étoileErreur d’expression : opérateur < inattendu. | —                |
| 2018  | Songs for Judy - Réalisation : 30 novembre 2018 - Label : Reprise - Enregistré durant la tournée de novembre 1976                                                                       |        |        | —                 | 0/5 étoileErreur d’expression : opérateur < inattendu. | —                |
| 2019  | Tuscaloosa (Neil Young & the Stray Gators) - Réalisation : 7 juin 2019 - Label : Reprise - Enregistré durant la tournée du 5 février 1973 à l'Université de l'Alabama                   |        |        |                   | 4/5 étoiles                                            |                  |
| 2020  | Return to Greendale - Avec Crazy Horse - Réalisation : 6 novembre 2020 - Label : Reprise - Version Live de l'album "Greendale" sorti en 2003                                            |        |        |                   | 0/5 étoileErreur d’expression : opérateur < inattendu. |                  |
| 2021  | Way Down in the Rust Bucket - Avec Crazy Horse - Réalisation : 26 février 2021 - Label : Reprise - Enregistré le 13 novembre 1990 au Catalyst Nightclub, à Santa Cruz (Californie).     |        |        |                   | 0/5 étoileErreur d’expression : opérateur < inattendu. |                  |
| 2021  | Carnegie Hall 1970 (Bootleg officiel) - Réalisation : 1er octobre 2021 - Label : Reprise - Enregistré le 4 décembre 1970 au Carnegie Hall                                               |        |        |                   | 0/5 étoileErreur d’expression : opérateur < inattendu. |                  |
| 2022  | Royce Hall 1971 (Bootleg Officiel) - Réalisation : 6 mai 2022 - Label : Reprise - Enregistré le 30 janvier 1971 à l'UCLA                                                                |        |        |                   | 0/5 étoileErreur d’expression : opérateur < inattendu. |                  |
| 2022  | Dorothy Chandler Pavilion 1971 (Bootleg Officiel) - Réalisation : 6 mai 2022 - Label : Reprise - Enregistré le 1er février 1971 au Dorothy Chandler Pavilion                            |        |        |                   | 0/5 étoileErreur d’expression : opérateur < inattendu. |                  |
| 2022  | Citizen Kane Jr. Blues (Bootleg Officiel) - Réalisation : 6 mai 2022 - Label : Shakey Pictures Records - Enregistré le 16 mai 1974 au The Bottom Line (en) à New York City              |        |        |                   | 0/5 étoileErreur d’expression : opérateur < inattendu. |                  |
| 2022  | Noise & Flowers - Avec Promise of the Real - Réalisation : 5 août 2022 - Label : Reprise Records - Extraits de concerts enregistrés durant la tournée européenne 2019                   |        |        |                   | 0/5 étoileErreur d’expression : opérateur < inattendu. |                  |
| 2022  | Time Fades Away - Réalisation : 12 août 2022 - Label : Reprise Records |        |        |                   | 0/5 étoileErreur d’expression : opérateur < inattendu. |                  |
| 2023  | Somewhere Under the Rainbow (Bootleg Officiel) - Avec The Santa Monica Flyers - Réalisation : 14 avril 2023 - Label : Warner Records - Enregistré le 5 novembre 1973 au Rainbow Theatre |        |        |                   | 0/5 étoileErreur d’expression : opérateur < inattendu. |                  |
| 2024  | Fuckin’ Up - Avec Crazy Horse - Réalisation : 26 avril 2024 - Label : Reprise Records - Enregistré le 4 novembre 2023 au Rivoli Club de Toronto, Canada                                 |        |        |                   | 0/5 étoileErreur d’expression : opérateur < inattendu. |                  |

#### Compilations
| Année | Album                                                                               | Charts                 | Charts                 | Charts            | Note AllMusic | certifications                    |
| Année | Album                                                                               | Drapeau des États-Unis | Drapeau du Royaume-Uni | Drapeau du Canada | Note AllMusic | certifications                    |
| ----- | ----------------------------------------------------------------------------------- | ---------------------- | ---------------------- | ----------------- | ------------- | --------------------------------- |
| 1977  | Decade - Réalisation : 28 octobre 1977 - Label : Reprise Records                    | 46                     | 43                     | 47                | 5/5 étoiles   | : Platine · : Platine · : Platine |
| 1993  | Lucky Thirteen - Réalisation : 6 janvier 1993 - Label : Geffen Records              | —                      | 69                     | —                 | 3/5 étoiles   | —                                 |
| 2001  | Mystery Train - Réalisation : 1er mai 2001 - Label : Polydor Records                | —                      | —                      | —                 | 3,5/5 étoiles | —                                 |
| 2004  | Greatest Hits - Réalisation : 16 novembre 2004 - Label : Reprise Records            | 27                     | 45                     | 21                | 5/5 étoiles   | : Or · : Or · : Platine · : Or    |
| 2023  | Before and After - Réalisation : 8 décembre 2023 - Label : Reprise Records          |                        |                        |                   | 0/5 étoile    | —                                 |
| 2024  | Early Daze - Avec Crazy Horse - Réalisation : 28 juin 2024 - Label : Warner Records |                        |                        |                   | 0/5 étoile    | —                                 |

#### Singles
La liste suivante recense les singles de Neil Young sortis au cours de sa carrière solo et sont présentés ici dans leur version américaine,,,.
| Année | Titre                                                                                 | Charts US                 | Position | De l'album                              |
| ----- | ------------------------------------------------------------------------------------- | ------------------------- | -------- | --------------------------------------- |
| 1969  | The Loner / Sugar Mountain                                                            | —                         | —        | Neil Young                              |
| 1969  | Down by the River /The Losing End                                                     | —                         | —        | Everybody Knows This Is Nowhere         |
| 1970  | Cinnamon Girl / Sugar Mountain                                                        | Billboard Hot 100         | 55       | Everybody Knows This Is Nowhere         |
| 1970  | Only Love Can Break Your Heart / Birds                                                | Billboard Hot 100         | 33       | After the Gold Rush                     |
| 1971  | Oh Lonesome Me / I've Been Waiting for You                                            | —                         | —        | After the Gold Rush                     |
| 1971  | When You Dance I Can Really Love / Sugar Mountain                                     | Billboard Hot 100         | 93       | After the Gold Rush                     |
| 1972  | Heart of Gold / Sugar Mountain                                                        | Billboard Hot 100         | 1        | Harvest                                 |
| 1972  | Old Man / The Needle and the Damage Done                                              | Billboard Hot 100         | 31       | Harvest                                 |
| 1972  | War Song (avec Graham Nash) / The Needle and the Damage Done                          | —                         | —        | aucune sortie en album                  |
| 1973  | Time Fades Away / The Last Trip to Tulsa                                              | —                         | —        | Time Fades Away                         |
| 1974  | Walk On / For the Turnstiles                                                          | Billboard Hot 100         | 69       | On the Beach                            |
| 1975  | Lookin' for a Love / Sugar Mountain                                                   | —                         | —        | Zuma                                    |
| 1976  | Drive Back / Stupid Girl                                                              | —                         | —        | Zuma                                    |
| 1976  | Don't Cry No Tears / Stupid Girl                                                      | —                         | —        | Zuma                                    |
| 1977  | Hey Babe / Homegrown                                                                  | —                         | —        | American Stars 'n Bars                  |
| 1977  | Like a Hurricane / Hold Back the Tears                                                | —                         | —        | American Stars 'n Bars                  |
| 1978  | Comes a Time / Motorcycle Mama                                                        | —                         | —        | Comes a Time                            |
| 1978  | Four Strong Winds / Human Highway                                                     | Billboard Hot 100         | 61       | Comes a Time                            |
| 1979  | Hey Hey, My My (Into the Black) / Hey Hey, My My (Out of the Blue)                    | Billboard Hot 100         | 79       | Rust Never Sleeps                       |
| 1980  | Cinnamon Girl / The Loner                                                             | —                         | —        | Live Rust                               |
| 1980  | Hawks and Doves / Union Man                                                           | —                         | —        | Hawks & Doves                           |
| 1981  | Stayin' Power / Captain Kennedy                                                       | —                         | —        | Hawks & Doves                           |
| 1981  | Southern Pacific / Motor City                                                         | —                         | —        | Re-ac-tor                               |
| 1982  | Sur-fer Joe and Moe the Sleaze / Opera Star                                           | Mainstream Rock Tracks    | 56       | Re-ac-tor                               |
| 1982  | Little Thing Called Love / We're In Control                                           | Mainstream Rock Tracks    | 12       | Trans                                   |
| 1983  | Mister Soul / Sample and Hold                                                         | Mainstream Rock Tracks    | 14       | Trans                                   |
| 1983  | Wonderin / Payola Blues                                                               | —                         | —        | Everybody's Rockin'                     |
| 1983  | Cry, Cry, Cry / Payola Blues                                                          | —                         | —        | Everybody's Rockin'                     |
| 1985  | Are There Any Real Cowboys (avec Willie Nelson)                                       | —                         | —        | Old Ways                                |
| 1985  | Get Back to the Country / Misfits                                                     | Billboard Country Singles | 33       | Old Ways                                |
| 1985  | Old Ways / Once an Angel                                                              | —                         | —        | Old Ways                                |
| 1986  | Touch the Night                                                                       | Mainstream Rock Tracks    | 8        | Landing on Water                        |
| 1986  | Weight of the World / The Pressure                                                    | Mainstream Rock Tracks    | 33       | Landing on Water                        |
| 1987  | To Lonely / To Lonely(remix)                                                          | —                         | —        | Life                                    |
| 1987  | Long Walk Home / Mideast Vacation                                                     | Mainstream Rock Tracks    | 14       | Life                                    |
| 1988  | Ten Men Workin / I'm Going                                                            | Mainstream Rock Tracks    | 6        | This Note's for You                     |
| 1988  | This Note's for You / This Note's for You (live)                                      | Mainstream Rock Tracks    | 19       | This Note's for You                     |
| 1989  | Rockin' in the Free World / Rockin' in the Free World (live)                          | Mainstream Rock Tracks    | 2        | Freedom                                 |
| 1989  | No More (edit) / No More (S.N.L. version)                                             | Mainstream Rock Tracks    | 7        | Freedom                                 |
| 1990  | Crime in the City                                                                     | Mainstream Rock Tracks    | 34       | Freedom                                 |
| 1990  | Mansion on the Hill / Don't Spook the Horse                                           | Mainstream Rock Tracks    | 3        | Ragged Glory                            |
| 1990  | Over and Over (edit) / Over and Over (album version)                                  | Mainstream Rock Tracks    | 33       | Ragged Glory                            |
| 1990  | Love to Burn (edit) / Love to Burn (album version)                                    | —                         | —        | Ragged Glory                            |
| 1991  | Arc, the single                                                                       | —                         | —        | Arc                                     |
| 1992  | War of Man                                                                            | Mainstream Rock Tracks    | 7        | Harvest Moon                            |
| 1992  | Harvest Moon / Old King                                                               | —                         | —        | Harvest Moon                            |
| 1993  | Unknow Legend / Harvest Moon                                                          | Mainstream Rock Tracks    | 38       | Harvest Moon                            |
| 1993  | The Needle and the Damage Done (live)                                                 | —                         | —        | Unplugged                               |
| 1993  | Long You May Run (live)                                                               | Mainstream Rock Tracks    | 34       | Unplugged                               |
| 1994  | Philadelphia                                                                          | —                         | —        | Philadelphia (soundtrack)               |
| 1994  | Change Your Mind (edit) / Change Your Mind (album version)                            | Mainstream Rock Tracks    | 18       | Sleeps with Angels                      |
| 1994  | Piece of Crap / Tonight's the Night (part 1 & 2)                                      | —                         | —        | Sleeps with Angels                      |
| 1994  | My Heart / Roll Another Number for the Road                                           | —                         | —        | Sleeps with Angels                      |
| 1995  | Downtown / Big Green Country                                                          | Mainstream Rock Tracks    | 6        | Mirror Ball                             |
| 1995  | Peace and Love (edit) / Peace and Love (album version)                                | Mainstream Rock Tracks    | 34       | Mirror Ball                             |
| 1995  | Throw your Hatred Down (edit) / Throw Your Hatred Down (album version)                | —                         | —        | Mirror Ball                             |
| 1996  | Big Time (edit) / Big Time (album version)                                            | Mainstream rock tracks    | 35       | Broken Arrow                            |
| 1996  | Theme from Dead Man (Promo)                                                           | —                         | —        | Dead Man (Soundtrack)                   |
| 2000  | Razor Love (edit) (Promo)                                                             | —                         | —        | Silver & Gold                           |
| 2000  | Good to See You (Promo)                                                               | —                         | —        | Silver & Gold                           |
| 2000  | Fool for Your Love /All Along the Watchtower (Promo)                                  | —                         | —        | Road Rock Vol. 1: Friends and Relatives |
| 2002  | Let's Roll (edit)                                                                     | Mainstream Rock Tracks    | 32       | Are You Passionate?                     |
| 2002  | Differently (Promo)                                                                   | —                         | —        | Are You Passionate?                     |
| 2002  | Goin'Home (Promo)                                                                     | —                         | —        | Are You Passionate?                     |
| 2003  | Be the Rain / Bandit (Promo)                                                          | —                         | —        | Greendale                               |
| 2003  | Sun Green (part 1 & 2) (Promo)                                                        |                           |          | Greendale                               |
| 2004  | Rockin' in a Free World (9/11 mix) / Rockin' in a Free World (Freedom + Weld version) | —                         | —        | Farenheit 9/11 (soundtrack)             |
| 2005  | The Painter (Promo)                                                                   | —                         | —        | Prairie Wind                            |
| 2005  | He Was the King (Promo)                                                               | —                         | —        | Prairie Wind                            |
| 2005  | Far from Home (Promo)                                                                 | —                         | —        | Prairie Wind                            |
| 2006  | After the Garden (Promo)                                                              | —                         | —        | Living with War                         |
| 2006  | Looking for a Leader (Promo)                                                          | —                         | —        | Living with War                         |
| 2006  | Come Baby Let's Go Downtown (Promo)                                                   | —                         | —        | Live at Fillmore East                   |
| 2007  | Dirty Old Man (Promo)                                                                 | —                         | —        | Chrome Dreams II                        |
| 2007  | Spirit Road (Promo)                                                                   | —                         | —        | Chrome Dreams II                        |
| 2007  | Old Man (Promo)                                                                       | —                         | —        | Live at Massey Hall 1971                |
| 2009  | Johnny Magic (Promo)                                                                  | —                         | —        | Fork in the Road                        |
| 2009  | Light a Candle (Promo)                                                                | —                         | —        | Fork in the Road                        |

#### Bandes originales de films
- 1972 : Journey Through the Past
- 1980 : Where the Buffalo Roam (titres : Buffalo Stomp, Ode to Wild Bill #1, #2, #3, #4, Home on the Range
- 1987 : Bienvenue au Paradis (Made in Heaven) d'Alan Rudolph
- 1994 : Philadelphia (contient la chanson Philadelphia de Young)
- 1995 : Dead Man
- 2018 : Paradox, (Neil Young + Promise of the Real jouent dans le film)

#### Neil Young Archives
Les "Neil Young Archives " sont un ensemble d'albums contenant des pistes jamais édités auparavant, ou rééditées sous un format différent. Elles comprennent des concerts et des périodes spécifiques live et studios de la carrière de Neil Young.
Neil Young Archives Performance Series
| Année | Album | Charts | Charts | Charts            | Note AllMusic |
| Année | Album | [ 1 ]  | [ 2 ]  | Drapeau du Canada | Note AllMusic |
| ----- | --- | ------ | ------ | ----------------- | ------------- |
| 2006  | Live at the Fillmore East - Disque 02 (volume 1/5) - Enregistrement : 1970 - Réalisation : 14 novembre 2006 - Label : Reprise Records | 55     | 88     | —                 | 4,5/5 étoiles |
| 2007  | Live at Massey Hall 1971 - Disque 03 (volume 1/7) - Réalisation : 13 mars 2007 - Label : Reprise                                      | 6      | 30     | 1                 | 4,5/5 étoiles |
| 2008  | Sugar Mountain: Live at Canterbury House 1968 - Disque 00 - Enregistrement : 1968 - Réalisation : 25 novembre 2008 - Label : Reprise  |        |        |                   | 4,5/5 étoiles |
| 2009  | Live at the Riverboat 1969 - Volume 1/3 - Réalisation : 2 juin 2009 - Label : Reprise                                                 | —      | —      | —                 | —             |
| 2009  | Dreamin' Man Live '92 - Disque 12 - Enregistrement : 1992 - Réalisation : 8 décembre 2009 - Label : Reprise                           | 193    | 159    | —                 | 3,5/5 étoiles |
| 2011  | A Treasure - Disque 09 - Réalisation : 7 juin 2011 - Label : Reprise                                                                  | —      | —      | —                 | 4/5 étoiles   |
| 2013  | Live at the Cellar Door - Disque 02.5 - Enregistrement : 30 novembre 1970 - 2 décembre 1970 - Réalisation : 2013 - Label : Reprise    | —      | —      | —                 | 4/5 étoiles   |
| 2015  | Bluenote Café - Disque 11 - Enregistrement : 1988 - Réalisation : 1er février 2015 - Label : Warner Bros                              | —      | —      | —                 | 3,5/5 étoiles |
| 2021  | Young Shakespeare - Disque 3.5 - Enregistrement : 22 janvier 1971 - Réalisation : 26 mars 2021 - Label : Warner Bros                  | —      | —      | —                 | 0/5 étoile    |

Coffrets
| Année | Album                                                                                              | Charts | Charts | Charts            | Note AllMusic |
| Année | Album                                                                                              | [ 1 ]  | [ 2 ]  | Drapeau du Canada | Note AllMusic |
| ----- | -------------------------------------------------------------------------------------------------- | ------ | ------ | ----------------- | ------------- |
| 2009  | The Archives Vol. 1 1963-1972 - Volume 1 - Réalisation : 2 juin 2009 - Label : Reprise             | 102    | —      | —                 | 4,5/5 étoiles |
| 2021  | The Archives Vol. 2 1972-1976 - Volume 2 - Réalisation : 5 mars 2021 - Label : Reprise             | —      | —      | —                 | 0,0/5 étoile  |
| 2024  | The Archives Vol. 3 1976-1987 - Volume 3 - Réalisation : 6 septembre 2024 - Label : Warner Records | —      | —      | —                 | 0,0/5 étoile  |

#### Projets incomplets ou non publiés
La liste suivante recense des projets non aboutis et non publiés par Neil Young.
- 1974 – Human Highway
- 1978 – Comes a Time (version solo)
- 1982 –  Island in the sun
- 1983 – Old Ways I
- 1987 – Meadow Dusk
- 1989 – Times Square

### Collaborations

#### Buffalo Springfield
Neil Young fait partie du groupe Buffalo Springfield pendant toute son existence, de 1966 à 1968.
Albums
- - 1967 : Buffalo Springfield (Atco)
  - 1967 : Buffalo Springfield Again, (Atco)
  - 1968 : Last Time Around (Atco)

Compilations
- - 1969 : Retrospective: The Best of Buffalo Springfield (Atco)
  - 1973 : Buffalo Springfield (Collection)
  - 2001 : Buffalo Springfield Box Set (Warner)

#### Crosby, Stills, Nash and Young
Neil Young rejoint en 1969 Crosby, Stills & Nash, trio constitué de David Crosby, Stephen Stills et Graham Nash. Le groupe connait diverses variations au cours du temps, se séparant et se reformant, et ses membres enregistrent également des albums solo. Neil Young enregistre au total 3 albums studio et 2 live comme membre de Crosby, Stills, Nash and Young.
Albums studio
- 1970 : Déjà Vu (Atlantic Records)
- 1988 : American Dream (Atlantic Records)
- 1999 : Looking Forward (Reprise Records)

Albums live
- 1971 : 4 Way Street (Atlantic Records)
- 2008 : Déjà Vu Live
- 2014 : CSNY 1974, coffret, concerts enregistrés en 1974.

#### Pearl Jam
Neil Young enregistre avec le groupe Pearl Jam en 1995. Du fait de complications légales entre les labels des artistes, l'album résultant, Mirror Ball, sort sous le nom unique de Neil Young, les membres de Pearl Jam étant individuellement crédités à l'intérieur de la pochette. Pearl Jam sort sous son nom Merkin Ball, un EP de deux titres où Neil Young contribue à la guitare.
- 1995 : Mirror Ball (album)
- 1995 : Merkin Ball (EP deux titres)

#### The Stills-Young Band
The Stills-Young Band est une collaboration d'un seul album entre Neil Young et Stephen Stills :
- 1976 : Long May You Run (Reprise Records)

#### Participations
- 1971 : She Used to Wanna Be a Ballerina de Buffy Sainte-Marie
- 1971 : If I Could Only Remember My Name de David Crosby, sur Music Is Love et  What Are Their Names.
- 1976 : Hejira de Joni Mitchell, sur Furry sings the Blues
- 1971 : Songs for Beginners de Graham Nash. Deux titres.
- 1978 : Crazy Moon de Crazy Horse
- 1989 : Crossroads de Tracy Chapman, sur All That You Have Is Your Soul
- 1987 : Sentimental Hygiene de Warren Zevon sur la chanson-titre
- 1996 : Wrecking Ball d'Emmylou Harris
- 2004 : Light of the Stable d'Emmylou Harris
- 2005 : Man Alive! de Stephen Stills sur deux titres.
- 2007 : Pegi Young de Pegi Young
- 2010 : The Union d'Elton John et Leon Russell, sur Gone to Shilo
- 2015 : Heavy Blues de Randy Bachman, sur Little Girl Lost

## Filmographie
Neil Young est apparu dans ou a dirigé les films suivants (principalement des captations de concerts) :
- 1969 : Woodstock avec Crosby, Stills, Nash & Young, film de Michael Wadleigh.
- 1974 : Journey Through the Past (metteur en scène)
- 1978 : The Last Waltz (Helpless avec Joni Mitchell et The Band)
- 1979 : Rust Never Sleeps (concert, metteur en scène)
- 1982 : Human Highway (metteur en scène)
- 1983 : Neil Young in Berlin (concert, dirigé par Michael Lindsay-Hogg)
- 1984 : Solo Trans
- 1985 : Live Aid (solo et avec Crosby, Stills & Nash)
- 1989 : Freedom: A Live Acoustic Concert (filmé à Jones Beach et au Palladium, à New York, les 5 et 6 septembre 1989)
- 1990 : Neil Young & Crazy Horse: Ragged Glory (compilation de clips vidéo de Ragged Glory)
- 1991 : Weld (concert)
- 1993 : Bob Dylan: 30th Anniversary Concert Celebration (Just Like Tom Thumb's Blues, All Along the Watchtower, My Back Pages)
- 1993 : Neil Young Unplugged
- 1994 : Neil Young & Crazy Horse: The Complex Sessions (dirigé par Jonathan Demme)
- 1997 : Year of the Horse (film-documentaire de Jim Jarmusch)
- 2000 : Neil Young: Silver and Gold (performance acoustique solo)
- 2000 : Neil Young: Red Rocks Live
- 2001 : America: A Tribute to Heroes (Imagine)
- 2003 : Greendale (film musical, metteur en scène)
- 2005 : Live 8 (Four Strong Winds, When God Made Me, Rockin' in the Free World)
- 2005 : Neil Young: Heart of Gold (concert, dirigé par Jonathan Demme)
- 2008 : CSNY Déjà Vu (metteur en scène)